# Droga krajowa B7 (Niemcy)
Droga krajowa 7 (niem. Bundesstraße 7, B 7) – niemiecka droga krajowa przebiegająca  z zachodu na wschód, od A61 koło Breyell przez Viersen, Düsseldorf, Hagen, Kassel, Eisenach, Gerę do Rochlitz w Saksonii.

## Miejscowości leżące przy B7

### Nadrenia Północna-Westfalia
Breyell, Boisheim, Dülken, Viersen, Neuss, Düsseldorf, Mettmann, Wuppertal, Schwelm, Ennepetal, Gevelsberg, Haspe, Hagen, Iserlohn, Hemer, Menden (Sauerland), Schwitten, Wimbern, Voßwinkel, Bestwig, Antfeld, Altenbüren, Brilon, Bredelar, Marsberg, Westheim, Scherfede, Rimbeck, Ossendorf, Warburg.

### Hesja
Niederlistingen, Obermeiser, Westuffeln, Calden, Mönchehof, Vellmar, Kassel, Kaufungen, Helsa, Eschenstruth, Fürstenhagen, Hessisch Lichtenau, Walburg, Küchen, Hartmutsachsen, Waldkappel, Bischhausen, Oetmannshausen, Datterode, Röhrda, Ringgau, Rittmannshausen.

### Turyngia
Ifta, Creuzburg, Krauthausen-Deubachshof, Eisenach, Wutha-Farnroda, Schönau, Kälberfeld, Sättelstädt, Mechterstädt, Teutleben, Aspach, Trügleben, Gotha, Tüttleben, Gamstädt, Erfurt, Mönchenholzhausen, Nohra, Weimar, Umpenstedt, Frankendorf, Hohlstedt, Isserstedt, Jena, Wogau, Großlöbichau, Rodigast, Bürgel, Droschka, Trotz, Heinspitz, Eisenberg, Rauda, Hartmannsdorf, Caaschwitz, Bad Köstritz, Gera, Ronneburg, Untschen, Burkerdorf, Schmölln, Großstöbnitz, Burkendorf, Altenburg, Windischleuba.

### Saksonia
Eschefeld, Frohburg, Röda, Niedergräfenheim, Geithain, Königsfeld, Rochlitz.

## Historia
Pierwszy odcinek utwardzonej drogi na trasie B7 powstał między Wuppertalem a Hagen w 1788 r. W latach 1816–1817 wybudowano fragment Iserlohn – Menden (Sauerland). W 1932 r. oznakowana jako Reichsstrße 7 przebiegała od granicy z Holandią do Rochlitz i dalej przez Chemnitz i Freiberg do Drezna, gdzie łączyła się z Reichsstraße 6. Fragment pomiędzy Eisenach i Erfurtem przebiegał po trasie historycznej Via Regia. Początkowo B7 miała kończyć się w Dreźnie, lecz już w 3. Rzeszy zdecydowano zastąpić ten fragment drogą B173.

## Linki zewnętrzne

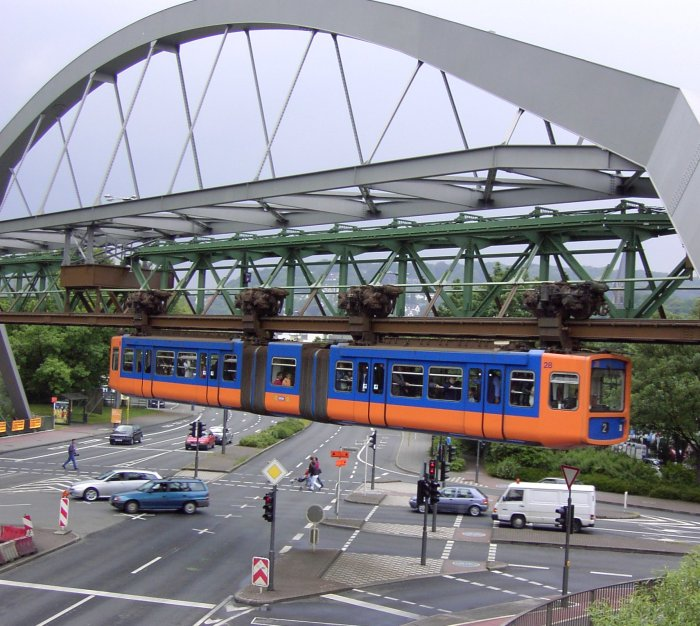
Kolejka w Wuppertalu nad B7
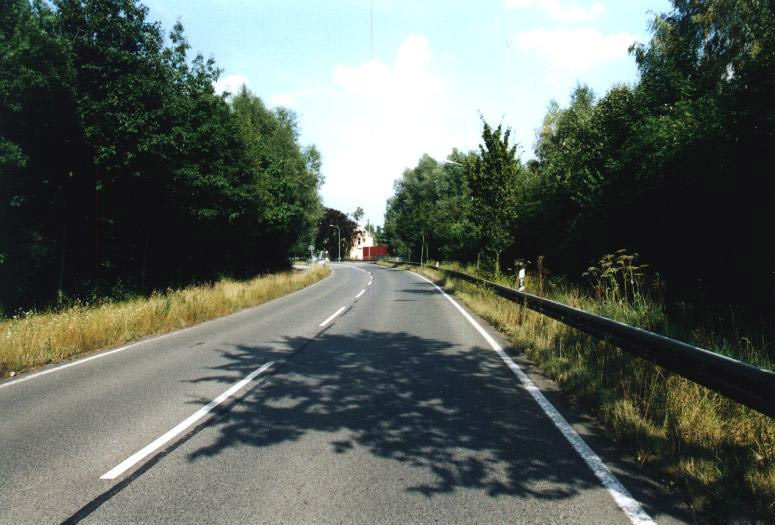
Droga B7 na wschód od Mettmann
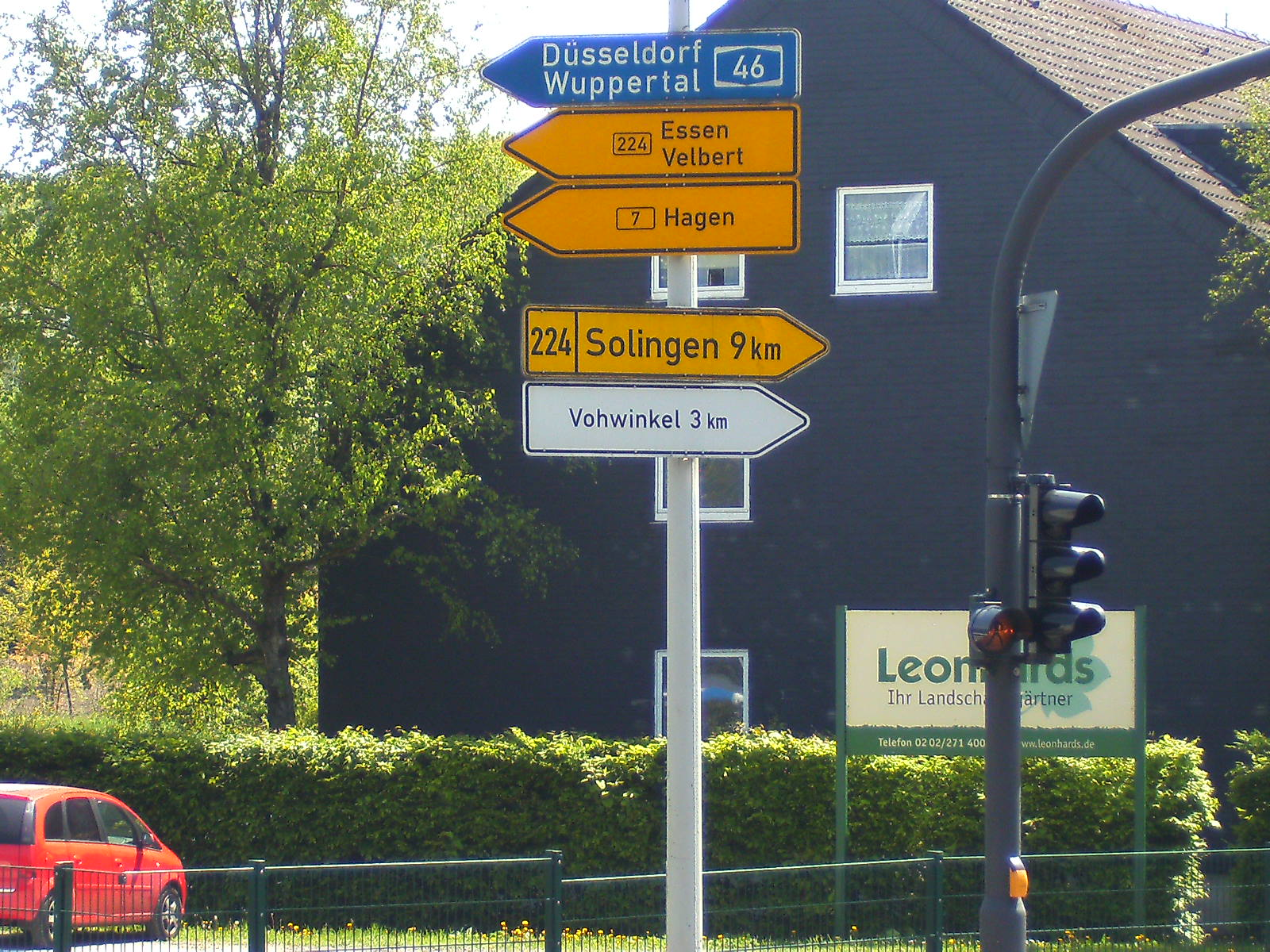
Drogowska w Wuppertal dzielnicy Wieden